# Renanthera monachica
Renanthera monachica är en orkidéart som beskrevs av Oakes Ames. Renanthera monachica ingår i släktet Renanthera och familjen orkidéer. Inga underarter finns listade i Catalogue of Life.

## Bildgalleri

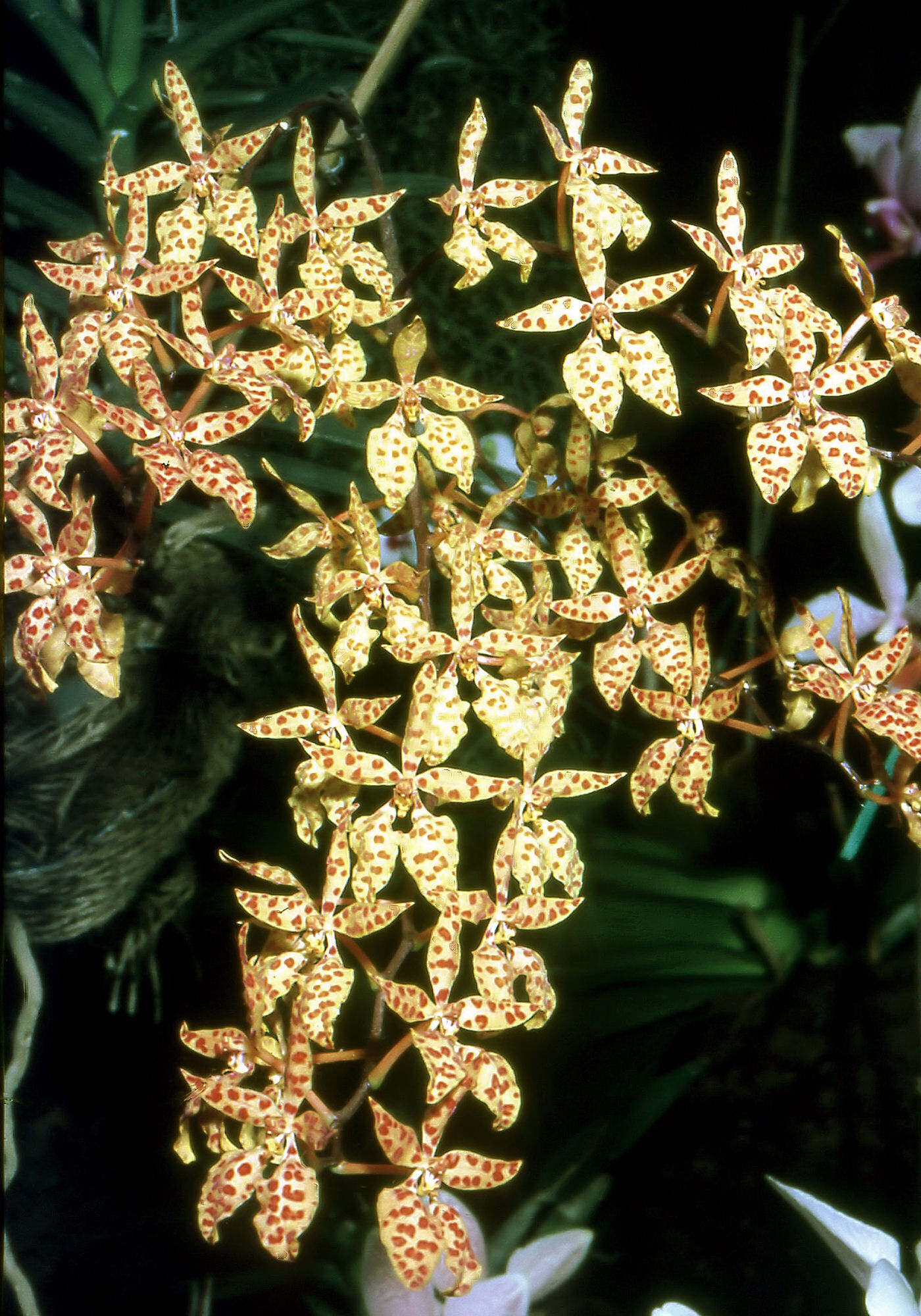
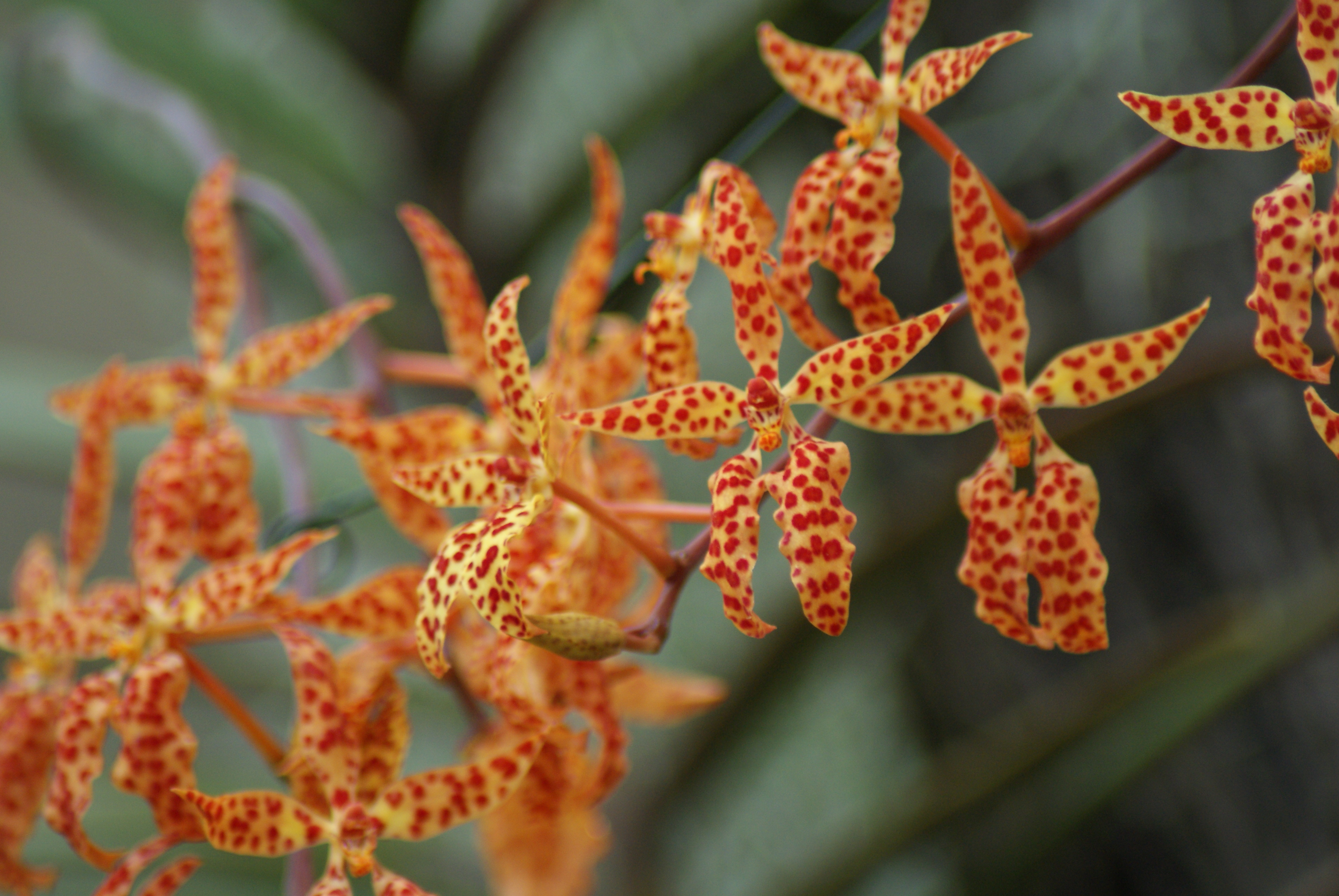
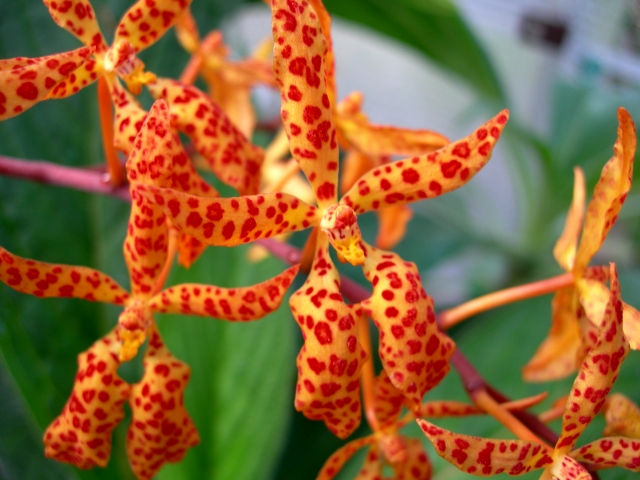